# Zjef Vanuytsel
Zjef Vanuytsel est un chanteur belge né à Mol le 6 juillet 1945 et mort à Louvain le 30 décembre 2015.

## Biographie
Zjef Vanuytsel fait partie d'une génération des chansonniers « avec des entrailles »[réf. souhaitée], comme Miel Cools et les rockers comme Johan Verminnen et Raymond van het Groenewoud. Inspiré par le folk et le rock des années 1970, les Beatles, Bob Dylan... Il est souvent appelé le « Jacques Brel flamand ». L'atmosphère est mélancolique, avec des thèmes tels que la disparition des choses, le doute, mais aussi la chaleur, l'empathie et la consolation.
Il meurt le 30 décembre 2015  à l'hôpital universitaire Gasthuisberg de Louvain des suites d'un cancer.

## Discographie

### Albums
- De Zotte Morgen (Philips, 1970 - LP)
- Er is geen weg terug (Philips, 1973 - LP)
- De zanger (Philips, 1976 - LP)
- De Stilte van het land (Philips, 1978 - LP)
- Tederheid (Philips, 1983 - LP)
- Ouwe makkers (Universal, 2007 - CD)

### Compilations
- Portret (Philips, 1981 - double LP)
- Het Beste van Zjef Vanuytsel (Philips, 1989 - CD)
- Zjef Vanuytsel (Universal, 2007 - 5 CD +  1 DVD)